# Deporte en Samoa Americana
El deporte de Samoa Americana no es tan diferente del de su vecina Samoa, la mayor diferencia es que en Samoa Americana se practica más el fútbol americano, mientras que en la vecina Samoa, se practica más el rugby.

## Fútbol americano
Alrededor de 30 samoamericanos juegan en la NFL, siendo el más conocido Troy Polamalu, que aunque se crio en California, nació en Samoa Americana. Un estudio en 2002 demuestra que un samoano tiene 50 veces más posibilidades de jugar en la NFL que uno que no lo sea.

## Lucha libre
Algunos luchadores de la WWE fueron samoanos, aunque con la muerte de Umaga, ya no hay ninguno en la plantilla, The Rock, SIm Snuka o el propio Umaga marcaron una época.

## Fútbol
La selección de Samoa  Americana es una de las peores del mundo. Aunque participa en los Juegos del Pacífico desde 1983, cuando logró su primera victoria (3-0 ante Wallis y Futuna), nunca logró la estabilidad deseada, y desde ese entonces sufre grandes goleadas frente a selecciones de mayor nivel, como Fiyi, las Islas Salomón o Vanuatu.
Pero a pesar de jugar su primer partido en 1983, es controlada por la Federación de Fútbol de Samoa Americana de manera oficial desde 1994. La federación ingresó a la FIFA en 1998.
Es conocida por haber sufrido la peor derrota en la historia del fútbol internacional, 31-0 ante Australia, el 11 de abril de 2001 por las eliminatorias para el Mundial de 2002.
El 22 de noviembre de 2011 consiguió la primera victoria desde que es miembro de la FIFA, fue ante Tonga por 2-1.
A nivel de clubes, la primera división es la Liga de Fútbol FFAS, que involucra a 8 equipos de los cuales el campeón clasifica a la fase preliminar de la Liga de Campeones de la OFC. Siguiendo la pirámide divisional del país, debajo se encuentra la segunda división.